# Klebsormidium
Genre
Klebsormidium est un genre d’algues vertes charophytes filamenteuses de la famille des Klebsormidiaceae, comprenant 20 espèces.

## Étymologie
Le nom fut proposé en 1972 en hommage au botaniste allemand Georg Albrecht Klebs pour résoudre la confusion sur le genre Hormidium (en) nom d'une orchidée précédemment donné à l'algue. Le nom est une sorte de mot-valise composé de "klebs" et de "hormidium" sans sa première lettre.

## Liste d'espèces
Selon AlgaeBase (21 août 2014) :
- Klebsormidium acidophilum P.M.Novis
- Klebsormidium bilatum Lokhorst
- Klebsormidium dissectum (F.Gay) H.Ettl & Gärtner
- Klebsormidium dissectum (Gay) Lokhorst
- Klebsormidium drouetii H.P.Wagner & J.S.Zaneveld
- Klebsormidium elegans Lokhorst
- Klebsormidium flaccidum (Kützing) P.C.Silva, K.R.Mattox & W.H.Blackwell (espèce type)
- Klebsormidium fluitans (F.Gay) Lokhorst
- Klebsormidium fragile (Kützing) H.-P.Wagner & J.S.Zaneveld
- Klebsormidium klebsii (G.M.Smith) P.C.Silva, K.R.Mattox & W.H.Blackwell
- Klebsormidium lamellosum Y.-X.Wei & H.J.Hu
- Klebsormidium montanum (Hansgirg) S.Watanabe
- Klebsormidium mucosum (Boye Petersen) Lokhorst
- Klebsormidium nitens (Meneghini) Lokhorst
- Klebsormidium oedogonioides (Skuja) Ettl & Gärtner
- Klebsormidium pseudostichococcus (Heering) H.Ettl & Gärtner
- Klebsormidium sterile (Deason & Bold) P.C.Silva, K.R.Mattox & W.H.Blackwell
- Klebsormidium subtile (Kützing) Tracanna ex Tell
- Klebsormidium subtilissimum (Rabenhorst) P.C.Silva, K.R.Mattox & W.H.Blackwell
- Klebsormidium tribonematoideum (Skuja) Hindák

Selon ITIS (21 août 2014) :
- Klebsormidium flaccidum (Kuetz.) Silva & al
- Klebsormidium subtilissimum (Rabh.) Silva & al

Selon World Register of Marine Species (21 août 2014) :
- Klebsormidium acidophilum P.M.Novis, 2006
- Klebsormidium bilatum Lokhorst, 1996
- Klebsormidium crenulatum (Kützing) Lokhorst, 1985
- Klebsormidium dissectum (F.Gay) H.Ettl & Gärtner, 1995
- Klebsormidium dissectum (Gay) Lokhorst, 1996
- Klebsormidium drouetii H.P.Wagner & J.S.Zaneveld, 1988
- Klebsormidium elegans Lokhorst, 1996
- Klebsormidium flaccidum (Kützing) P.C.Silva, K.R.Mattox & W.H.Blackwell, 1972
- Klebsormidium fluitans (F.Gay) Lokhorst, 1996
- Klebsormidium fragile (Kützing) H.-P.Wagner & J.S.Zaneveld, 1988
- Klebsormidium klebsii (G.M.Smith) P.C.Silva, K.R.Mattox & W.H.Blackwell, 1972
- Klebsormidium lamellosum Y.Wei & H.Hu, 1984
- Klebsormidium montanum (Hansgirg) S.Watanabe, 1983
- Klebsormidium mucosum (Boye Petersen) Lokhorst, 1985
- Klebsormidium nitens (Meneghini) Lokhorst, 1996
- Klebsormidium pseudostichococcus (Heering) H.Ettl & Gärtner, 1995
- Klebsormidium scopulinum (Hazen) H.Ettl & Gärtner, 1995
- Klebsormidium sterile (Deason & Bold) P.C.Silva, K.R.Mattox & W.H.Blackwell, 1972
- Klebsormidium subtile (Kützing) Tracanna ex Tell, 1976
- Klebsormidium subtilissimum (Rabenhorst) P.C.Silva, K.R.Mattox & W.H.Blackwell, 1972
- Klebsormidium tribonematoideum (Skuja) Hindák, 1996